# Лихачёв, Михаил Иванович
Михаи́л Ива́нович Лихачёв (1919—1997) — советский и российский художник-живописец. Участник Великой Отечественной войны. Член Союза художников СССР (1949). Заслуженный деятель искусств РСФСР (1958). Народный художник РСФСР (1981).

## Биография
Родился 4 сентября 1919 года в селе Бабяково, Воронежского уезда Воронежской губернии.
Художественное образование получил в студии живописи в городе Воронеж, его учителями были А. П. Васильев и А. А. Бучкури. С 1935 по 1938 годы — ученик художника Воронежского государственного драматического театра. С 1938 года участник воронежских выставок.
Участник Великой Отечественной войны,  6 апреля 1985 года награждён Орденом Отечественной войны II степени.
С 1946 по 1947 годы М. И. Лихачёв под руководством Б. В. Иогансона обучался в Московской центральной студии «Всекохудожник». С 1948 года М. И. Лихачёв был постоянным участником республиканских и всесоюзных выставок, в 1952 году за картину «На родных просторах» он был награждён дипломом I степени Комитета по делам искусств при Совете Министров РСФСР.
Основные работы принадлежат к тематическим жанровым полотнам и портретам, таким как: 1947 год — актёр А. П. Чернов, 1948 год — «Наши пришли», 1949 год — «Тост за героиню труда», 1959 год — «Свекловичницы», 1960 год — художник Н. К. Быков, 1962 год — артистка Р. А. Мануковская, 1967 год — «Тревожные 20-е годы», 1979 год — писатель И. В. Сидельников. Работы находятся в Воронежском областном художественном музее имени И. Н. Крамского, Государственной Третьяковской галерее, а также в частных музеях и коллекциях Российской Федерации и зарубежных стран.
Умер 13 февраля 1997 года в Воронеже.

### Награды
С 1949 года М. И. Лихачёв являлся членом Союза художников СССР.
- В 1958 году Указом Президиума Верховного Совета РСФСР И. Л. Бруни было присвоено почётное звание Заслуженный деятель искусств РСФСР[5],
- в 1981 году — Народный художник РСФСР[6] («за большие заслуги в области искусства»).

- Орден Отечественной войны II степени (6.04.1985[2])

## Память
- В 1998 году именем художника названа улица в микрорайоне Подгорное Воронежа;
- в 1999 г. на доме ул. Пушкинская, 7, где он жил в 1962-1981 гг., установлена мемориальная доска[1].